# Let's Get to It
Albums de Kylie Minogue
Rhythm of Love
(1990) Greatest Hits
(1992)
Singles
1. Word Is Out
Sortie : 26 août 1991
2. If You Were with Me Now
Sortie : 21 octobre 1991
3. Give Me Just a Little More Time
Sortie : 13 janvier 1992
4. Finer Feelings
Sortie : 13 avril 1992

Let's Get to It est le quatrième album studio de l'actrice et chanteuse australienne Kylie Minogue. Il est sorti au Royaume-Uni le 14 octobre 1991 sur le label PWL. 
L'album a débuté à la 15e place du hit-parade britannique (pour la semaine du 20 au 26 octobre 1991).

## Liste des pistes
Toutes les chansons sont écrites et composées par Kylie Minogue, Mike Stock et Pete Waterman, sauf indication contraire.
| 1.    | Word Is Out                                            | Stock, Pete Waterman                       | 3:35 |
| 2.    | Give Me Just a Little More Time                        | Ronald Dunbar, Edyth Wayne                 | 3:08 |
| 3.    | Too Much of a Good Thing                               |                                            | 4:24 |
| 4.    | Finer Feelings                                         | Stock, Waterman                            | 3:54 |
| 5.    | If You Were with Me Now (en duo avec Keith Washington) | Minogue, Stock, Waterman, Keith Washington | 3:11 |
| 6.    | Let's Get to It                                        | Stock, Waterman                            | 4:49 |
| 7.    | Right Here, Right Now                                  |                                            | 3:52 |
| 8.    | Live and Learn                                         |                                            | 3:15 |
| 9.    | No World Without You                                   |                                            | 2:46 |
| 10.   | I Guess I Like It Like That                            |                                            | 6:00 |
| 39:04 |                                                        |                                            |      |